# Parafia św. Hermogena w Marsylii
Parafia św. Hermogena – jedna z prawosławnych parafii w Marsylii. Należy do dekanatu Francji południowo-wschodniej Arcybiskupstwa Zachodnioeuropejskich Parafii Tradycji Rosyjskiej Patriarchatu Moskiewskiego.
W nabożeństwach parafii obowiązuje kalendarz nowojuliański oraz język francuski.
Proboszczem jest ks. Jean Gueit.